# Claude Guillon (homme politique)
Pour les articles homonymes, voir Claude Guillon et Guillon.
Claude Guillon, né le 13 septembre 1885 à Saint-Benin-d'Azy (Nièvre) et mort le 29 janvier 1952 à Paris (Seine), est un homme politique français.

## Détail des fonctions et des mandats
Mandat parlementaire
- 29 avril 1928 - 31 mai 1932 : Député de la Nièvre

## Sources
- « Claude Guillon (homme politique) », dans le Dictionnaire des parlementaires français (1889-1940), sous la direction de Jean Jolly, PUF, 1960 [détail de l’édition]